# Westford (Vermont)
Westford és una població dels Estats Units a l'estat de Vermont. Segons el cens del 2000 tenia 2.086 habitants.

## Demografia
Segons el cens del 2000, Westford tenia 2.086 habitants, 725 habitatges, i 563 famílies. La densitat de població era de 20,5 habitants per km².
Per edats la població es repartia de la següent manera: un 30,5% tenia menys de 18 anys, un 4,2% entre 18 i 24, un 35,4% entre 25 i 44, un 24,3% de 45 a 60 i un 5,6% 65 anys o més.
L'edat mediana era de 36 anys. Per cada 100 dones de 18 o més anys hi havia 102,1 homes.
La renda mediana per habitatge era de 61.205 $ i la renda mediana per família de 65.000 $. Els homes tenien una renda mediana de 38.750 $ mentre que les dones 30.214 $. La renda per capita de la població era de 23.056 $. Entorn del 3,2% de les famílies i el 4,9% de la població estaven per davall del llindar de pobresa.